# Kabaret
Kabaret este cel de-al optulea album de studio al cântăreței franceze Patricia Kaas.

## Conținut
- Ediție Standard (lansată la nivel Internațional):

1. „Addicte aux héroïnes” — 2:16
2. „La chance jamais ne dure” — 3:40
3. „Le jour se lève” — 4:38
4. „Une dernière fois” — 4:34
5. „Kabaret” — 4:02
6. „Faites entrer les clowns” — 3:29
7. „Falling In Love Again” — 3:19
8. „Pigalle (Interlude)” — 2:57
9. „Alone” — 3:36
10. „Still In Love” — 4:58
11. „Et s’il fallait le faire” — 3:47
12. „Mon piano rouge” — 4:31
13. „September Song” — 5:32
14. „Peut-être que peut-être” — 3:49
15. „Une Question de temps” — 3:45